# Loodaccu
De loodaccumulator is een oplaadbare galvanische cel, of een reeks in serie geschakelde cellen van dit type. Hij werd in 1859 uitgevonden door de Franse natuurkundige Gaston Planté en is een van de oudste accutypen. Tegenwoordig is de loodaccu het meest gebruikte type accu in auto's. Hier dient de loodaccu ter voorziening van boordcomputer, elektrische systemen en de hulpapparatuur zoals infotainmentschermen. In auto's met conventionele verbrandingsmotoren wordt de loodaccu ook voor de startmotor gebruikt.

## Kenmerken
Voordelen van loodaccu's, vergeleken met andere typen accu's, zijn:
- Grote eenvoud: het elektrochemische systeem bestaat slechts uit water, zwavelzuur en lood.
- Ze kunnen een hoge stroomsterkte (elektrische stroom) leveren, bijvoorbeeld voor de startmotor van auto's.
- Relatief hoog vermogen per massa-eenheid.
- Relatief goedkoop.
- Gemakkelijk te recyclen. Er zijn geen ingewikkelde scheidingsprocessen nodig.
- De hoge spanning van ruim 2,0 volt per cel (hoger dan zink-kool, maar lager dan lithium-ion).
- Groot temperatuurbereik van −20..+50°C tijdens laden en ontladen.

Nadelen:
- Lage energie per massa-eenheid, in de orde van 108 kJ/kg (30 Wh/kg).
- Omdat de cellen in de meeste accu's een vloeibaar elektrolyt hebben, ontstaat bij overladen knalgas, een explosief mengsel van zuurstof en waterstof.
- De zeer corrosieve werking van zwavelzuur.
- Het hoge gewicht. Lood is een van de zwaarste metalen.
- De giftigheid van lood.

Bijna alle hedendaagse auto's gebruiken loodaccu's voor de startmotor. Ook worden ze bijvoorbeeld gebruikt voor aandrijving in vorkheftrucks, waar het hoge gewicht (al gauw 1500 kg) nuttig gebruikt wordt als stabiel contragewicht.
12-volts accu's bestaan uit zes cellen in serie, met elk een nominale spanning van 2,1 volt. Zo'n samenstelling van accu's noemt men als regel een accubatterij. Enkele kenmerken:
- Bronspanning bij volledig geladen: 13,0 V
- Einde van ontladen: 10,8 V
- Laden met: 13,8–14,4 V
- Spanning waarbij water ontleedt in waterstof en zuurstof: 14,4 V
- Bij continu laden: maximaal met 13,8 V
- Na volledig opgeladen te zijn zakt de bronspanning snel tot 13,2 V en dan langzaam tot 12,6 V.

## Werking
Elke cel heeft in geladen toestand een elektrode van fijn verdeeld zuiver lood (Pb) en een elektrode van lood(IV)oxide (PbO2), die zich bevinden in een elektrolyt van ongeveer 37 massaprocent zwavelzuur (H2SO4). Het elektrodemateriaal is aangebracht op loden platen die zelf niet aan de elektrochemische processen bijdragen.
Tijdens de ontlading vormt zich een laag loodsulfaat op beide materialen. Tijdens het opladen wordt het loodsulfaat weer omgezet in lood en lood(IV)oxide.
De chemische reacties zijn (links geladen, rechts ontladen):
De volgende reactie voltrekt zich naar rechts aan de anode bij ontladen (oxidatie) en naar links aan de kathode bij opladen (reductie):
{\displaystyle {\ce {{Pb (s)}+ SO4^{2-}(aq) <-> {PbSO4 (s)}+ 2 e^-}}}
waarbij ε0 = −0,356 V
De volgende reactie voltrekt zich naar rechts aan de kathode bij ontladen (reductie) en naar links aan de anode bij opladen (oxidatie):
{\displaystyle {\ce {{PbO2(s)}+{SO4^{2-}(aq)}+4{H+}+2e^{-}<->{PbSO4(s)}+2H2O(l)}}}
waarbij ε0 = 1,685 V
In ontladen toestand bestaan beide elektroden uit lood(II)sulfaat. De elektrolyt verandert dan in water, waardoor ontladen loodaccu's bevriezingsschade kunnen ondervinden. Er wordt geadviseerd loodaccu's opgeladen te houden om dit te voorkomen.

## Typen loodaccu's
Er worden de volgende typen loodaccu's onderscheiden, afhankelijk van het beoogde gebruik en daarmee de bouw van de accu:
- startaccu's: deze kunnen korte tijd hoge stroom leveren. Autoaccu's zijn startaccu's. Aanbevolen wordt om een startaccu niet verder dan 20% te ontladen. In auto's met een verbrandingsmotor wordt daaraan voldaan: na de hoge stroom om de automotor te starten wordt de accu snel weer opgeladen. Startaccu's hebben relatief veel en dunne loden platen. De capaciteit van een startaccu gaat sterk achteruit door sterk ontladen en weer laden, ten gevolg van sulfatering. Bij sulfatering ontstaat een harde, onoplosbare laag op de elektroden, die niet elektrisch geleidend is. Dit type accu's is de goedkoopste soort.
- stationaire accu's of semi-tractie accu's: leveren een lagere stroom dan startaccu's, maar kunnen dieper ontladen worden, tot 50%. Deze accu's zijn beter tegen sulfatering bestand dan startaccu's.
- (vol-)tractie-accu's: kunnen tot 80% ontladen worden, en hebben een langere levensduur (uitgedrukt in ontlaad-laad-cycli) dan stationaire accu's. Echter, vol-tractie accu's zijn aanmerkelijk duurder dan stationaire accu's.

Naast de "gewone" natte-elektrolyt accu's bestaan er ook gel-accu's (zie verderop in dit artikel). Deze bevatten een elektrolyt in gel-vorm, en zijn daarmee ook in gekantelde toestand bruikbaar. Deze kunnen langdurig diep ontladen worden, tot 80%, en weer snel geladen worden.
Bij een geavanceerde lood-koolstofaccu (ALC=advanced lead-carbon) is aan de negatieve plaat (kathode) van de loodaccu koolstof toegevoegd, waardoor er als het ware een asymmetrische supercondensator ontstaat, waardoor deze loodaccu verbeterde laad- en ontlaadprestaties heeft gekregen.

## Algemene informatie
De capaciteit van de accu wordt uitgedrukt in ampère-uur (1 ampère-uur is gelijk aan 3600 coulomb). Naarmate men echter de accu zwaarder belast en sneller oplaadt, neemt deze capaciteit af. Als de accu lange tijd niet gebruikt wordt, treedt er door zelfontlading verlies aan lading op. Bovendien wordt het loodsulfaat dan geleidelijk in een minder actieve vorm omgezet. Daarbij laat het ook los van de elektroden en zakt het in de sedimentatieruimte onder de platen. Tijdens dit sedimentatieproces kan er kortsluiting ontstaan.
Tijdens het ontladen en de vorming van loodsulfaat aan de platen wordt er zwavelzuur onttrokken aan de elektrolyt. De zwavelzuurconcentratie en daarmee de soortelijke massa neemt dan af. Door het controleren van de zuurdichtheid heeft men controle op de ladingstoestand.
Tijdens het gebruik is er alleen waterverlies door verdamping en door waterelektrolyse bij het laden en tijdens de langzame zelfontlading. Daarom mag de accu alleen met gedestilleerd (zuiver) water worden bijgevuld. Onzuiver, hard water kan leiden tot afzetting van gips en inwendige kortsluiting via migrerende ijzer(II)ionen en ijzer(III)ionen (Fe2+ en Fe3+).

## Capaciteit van accu's en kortsluitstromen
De capaciteit van een accu en de praktische toepassing hiervan, de accubatterij, geeft de hoeveelheid ampère-uur (Ah) aan, opgeslagen in een volledig geladen accubatterij. Dit houdt in, dat gedurende een aantal uren (h) een bepaalde stroom (I) uit de accubatterij kan worden afgenomen.
De capaciteit van een accubatterij wordt opgegeven voor een ontlaadtijd van tien uur. Bij een andere ontlaadtijd dan deze tien uur is de capaciteit anders.
In de afbeelding is de capaciteit van een stationaire loodaccubatterij van 250 Ah als functie van de tijd in een grafiek uitgezet. De stroom die tijdens de gedefinieerde 10 uur kan worden afgenomen, bedraagt 250 Ah ÷ 10h = 25 A.
Uit deze grafiek kan worden afgeleid dat naarmate de stroomafname stijgt, de ontlaadtijd meer dan naar evenredig korter wordt, doordat de capaciteit van de accubatterij dan lager is dan 250 Ah. Als de stroomafname zo groot is (46 A) dat de ontlaadtijd vijf uur is, dan hoort daar een capaciteit van 230 Ah bij, en bij een stroomafname van 265 A gedurende een half uur, hoort nog maar een capaciteit van 133 Ah. Dit is nog maar iets meer dan 50% van de nominale capaciteit!
Dergelijke relatief grote stationaire accubatterijen worden bijvoorbeeld in een UPS (uninterruptible power supply) voor grote computersystemen toegepast, waarbij soms klemspanningen van 400 volt worden verlangd, en waarbij tijdens een netuitval een periode moet worden overbrugd totdat de netspanning terugkeert of totdat een noodstroom-aggregaat (NSA) op toeren is gekomen. In zo’n overbruggingsperiode worden grote vermogens van de accubatterij afgenomen.
Het zal duidelijk zijn dat bij het kiezen van een accubatterij goed rekening moet worden gehouden met de karakteristieke eigenschappen van de capaciteit en de beoogde toepassing. Daar komt nog bij, dat ook bij een lagere temperatuur de capaciteit van een accubatterij omlaag gaat. Zo kan bij strenge vorst een niet-optimale accubatterij van een auto voor startproblemen zorgen.
Een ander, niet minder belangrijk gegeven, is de maximale stroom die een accu kan leveren, ook wel de kortsluitstroom Ik. Als bij de eerder genoemde accubatterij van 250 Ah een directe kortsluiting op de aansluitklemmen aanwezig is, dan gaat er een kortsluitstroom vloeien van zo'n 8500 A (8,5 kA) als gevolg van de relatief lage interne weerstand van slechts enkele milliohms (mΩ). In een schakelkast die verbonden is met de accu op bijvoorbeeld 10 meter afstand, kan de kortsluitstroom door de extra verliezen aan elektrische weerstand van de gebruikte kabel al minder dan 7 kA zijn, en op 100 meter afstand kan Ik nog maar 3 kA zijn.
Bij een personenauto ligt de capaciteit van de accubatterij meestal in de orde van 45 Ah. Een directe kortsluiting op de klemmen van een dergelijke accu met een interne weerstand van zo'n 8 mΩ geeft een kortsluitstroom Ik van ongeveer 1,5 kA (= 12 V / 8 mΩ). Bij het achterlicht van de auto is door de weerstand van de kabels Ik al afgenomen tot circa 400 A. Let op dat dergelijke grote stromen kunnen leiden tot brandwonden als de kortsluitstroom door bijvoorbeeld een aan een vinger gedragen ring loopt.

## Gelaccu's
Voordelen van gelaccu's ten opzichte van natte accu's zijn:
- bruikbaar in elke oriëntatie
- bij het laden ontstaat minder gas, en het gas dat ontstaat wordt door het sponsachtige elektrolyt opgenomen, waarbij de zuurstof en waterstof bij ontladen weer water wordt. Dit gebeurt op dezelfde wijze als in een brandstofcel.
- gelaccu's zijn hierdoor onderhoudsvrij: er hoeft geen water toegevoegd te worden
- er treedt minder snel sulfatering op
- de zelfontlading is minder dan bij natte accu's

Nadelen van gelaccu's ten opzichte van natte accu's zijn:
- kunnen minder stroom leveren bij gelijke afmetingen
- lagere capaciteit bij gelijke afmetingen
- gevoelig voor overladen, er ontstaan holtes die niet kunnen ontsnappen waardoor de capaciteit afneemt
- er kan geen water bijgevuld worden als ten gevolg van overladen water verloren is gegaan in de vorm van gas
- hogere prijs

## Toepassingen
Natte accu's die ontworpen zijn om ver ontladen te worden worden onder andere gebruikt in:
- golfkarretjes, vorkheftrucks en dergelijke
- onderzeeboten
- back-upvoedingen voor telefooncentrales, grote computercentra, etc.
- opslag van elektriciteit van zonnepanelen

Gelaccu's worden onder andere toegepast in
- noodstroomvoedingen voor kleine computersystemen (statische UPS)
- elektrische scooters
- beveiligingssystemen
- fietsen met elektrische hulpmotor
- maritieme toepassingen
- kampeerauto's als 'huishoud-accu'